# Gelato (ソフトウェア)
Gelato（ジェラート、「冷凍された」又は「アイスクリーム」を意味するイタリア語より）は、グラフィックカードメーカーのNVIDIAが作成した、ハードウェア加速のオフラインレンダラーである。元々はNvidiaのQuadro FX GPUで使うことが意図されていたが、後にQuadroクラスのGPUが必須ではなくなり、現在はGeForceのカードにも対応している。映画クオリティの画像を生成するように設計されており、GelatoはRenderManのものにとても良く似たシェーディング言語を使用している。Gelatoは最初、2004年4月にリリースされた。2008年5月、NVIDIAはGelatoソフトウェア製品の開発及びサポートを続けないだろうと述べた。
Gelato 2.0のリリースにより、GPU加速レンダリングの普及化（伝統的なCPUレンダリングに対する）を進める中で、NVIDIAはPC向けにGelatoの無料版をリリースした。無料版では、プロダクションレンダリングのために必要となるような高度な機能が外された。これは、よりプロフェッショナルなユーザーが完全な製品を購入することを促すためであった。しかしながら、2008年5月23日になるとNVIDIAは、追加ライセンス無しの無料ダウンロードでGelato Proをリリースした。無料のGelato ProはNvidiaからのサポートが無かったものの、ユーザーフォーラムが存在した。

## 歴史
元々のレンダラーは、ノード毎、数千米ドルに価格付けられていた。広いユーザーベースに製品が採用されることを加速するため、2006年後期、Nvidiaは二つのバージョンに分割することを決め、無料版はGelatoと、プロ版はGelato Proと呼ばれ、プロ版はレンダーノード毎1,500米ドルで販売された。現在は、Gelato Proも無料ダウンロードで提供されている。プロ版は以下の特別な機能を含んでいる。
- NVIDIA Sorbettoインタラクティブ・再ライティング技術
- DSO shadeops
- ネットワーク並列レンダリング
- マルチタスク
- ネイティブな64ビット対応
- メンテナンス及びサポート

2008年7月末、CUDAベースの新たなOptiXレイトレーシングエンジンのために、Gelato Pro 2.2を含む「Gelato Zone」全体がNVIDIAのウェブサイトより削除された。

## プラグイン
Maya用プラグインとしてMangoが、3ds Max用プラグインとしてFrantic Films（現・Thinkbox Software）の開発するAmarettoが存在した。

## RenderManとの互換性
Gelatoは、RenderMan互換レンダラーであったBMRT及びその後継Entropyの後継となる。しかしながら、Gelatoのシェーディング言語は独自のGelato Shading Languageであり、またRIB形式の読み込みにも標準で非対応であり、RenderMan非互換となっている。
ただし、NVIDIAの提供するオープンソースプラグインのRibelato及びrsl2gslを使うことで、Renderman形式にも対応している。